# Hlînsk, Jovkva
Hlînsk (în ucraineană Глинськ) este o comună în raionul Jovkva, regiunea Liov, Ucraina, formată numai din satul de reședință.

## Demografie
Componența lingvistică a comunei Hlînsk
     Ucraineană (99,88%)
     Alte limbi (0,12%)
Conform recensământului din 2001, majoritatea populației comunei Hlînsk era vorbitoare de ucraineană (99,88%), existând în minoritate și vorbitori de alte limbi.